# Cervona Balka, Lohvîțea
Cervona Balka (în ucraineană Червона Балка) este un sat în comuna Hîreavi Iskivți din raionul Lohvîțea, regiunea Poltava, Ucraina.

## Demografie
Componența lingvistică a localității Cervona Balka
     Ucraineană (95,24%)
     Rusă (4,76%)
Conform recensământului din 2001, majoritatea populației localității Cervona Balka era vorbitoare de ucraineană (95,24%), existând în minoritate și vorbitori de rusă (4,76%).